# 莲花山乡
莲花山乡，是中华人民共和国江西省上饶市鄱阳县下辖的一个乡镇级行政单位。

## 行政区划
莲花山乡下辖以下地区：
中垱村、九流村、潘村、莲山村、清溪村和计林村。